# Abies fabri
Abies fabri ist eine Pflanzenart aus der Gattung der Tannen (Abies) in der Familie der Kieferngewächse (Pinaceae). Sie ist in der chinesischen Provinz Sichuan endemisch. Der Name ehrt den Pflanzensammler Faber, der die Art am Emei Shan gefunden hat.

## Beschreibung
Abies fabri wächst als immergrüner Baum, der Wuchshöhen von bis zu 40 Metern und Brusthöhendurchmesser von bis zu 100 Zentimeter erreichen kann. Die blättrige Borke ist grau bis dunkelgrau gefärbt. Junge Zweige haben eine glatte oder behaarte, hellbraune bis graugelbe Rinde. Nach zwei bis drei Jahren verfärbt sich diese bräunlich grau.
Die geraden, hellgrünen Nadeln werden 1,5 bis 3 Zentimeter lang und 2 bis 2,5 Millimeter breit. An der Nadelunterseite findet man zwei weiße Stomatabänder. Die Nadeln stehen zweireihig an den Zweigoberseiten und sind kammförmig angeordnet.
Die Blütezeit umfasst den Monat Mai. Die kurz gestielten Zapfen sind oval-zylindrisch geformt. Zur Reife im Oktober hin sind sie zwischen 6 und 11 Zentimeter lang sowie zwischen 3 und 4,5 Zentimeter dick. Die annähernd elliptischen Samen besitzen einen schwarzbraunen Flügel. Mit dem Flügel werden sie 1,3 bis 1,6 Zentimeter lang.

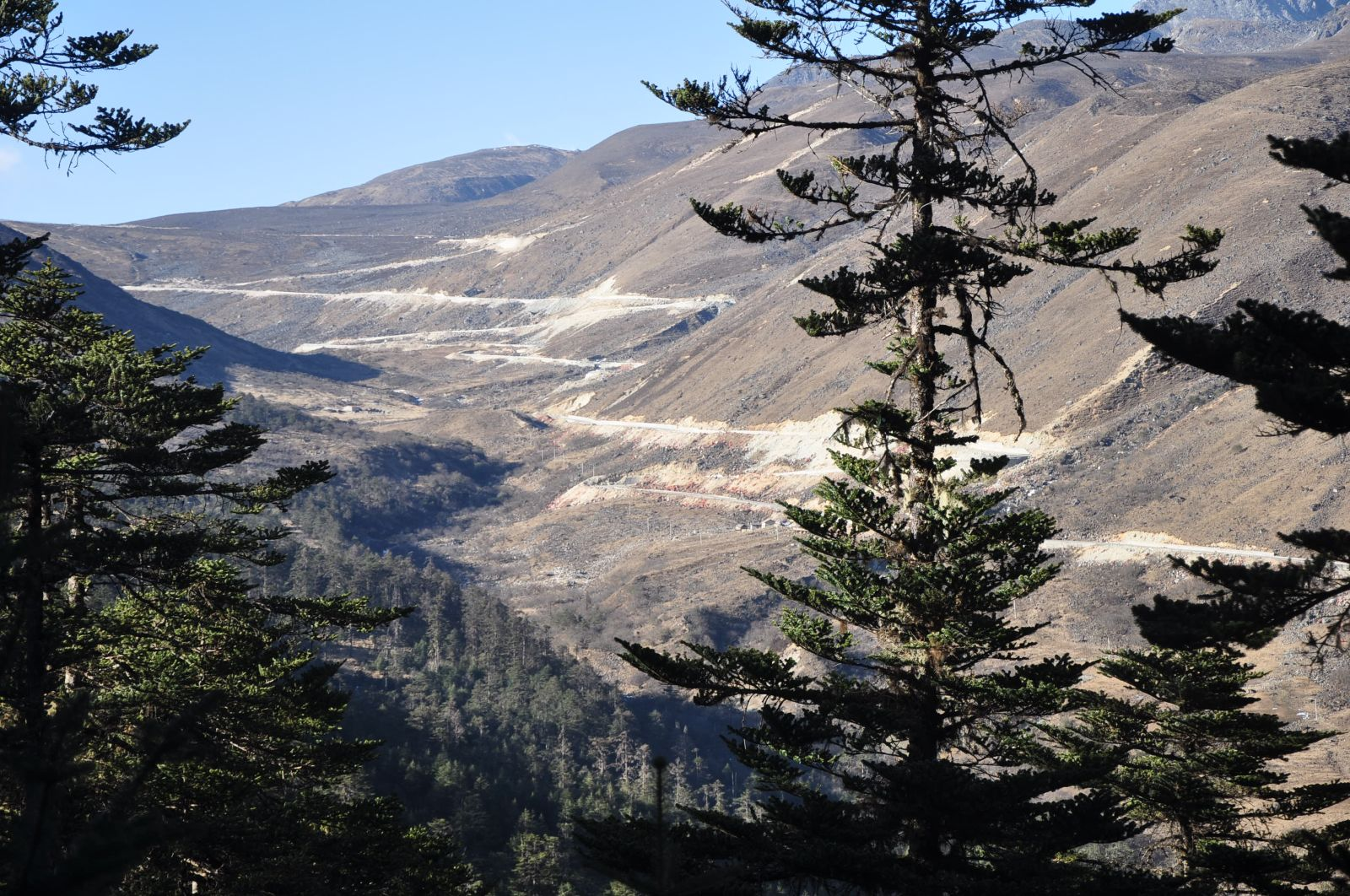
Abies fabri

## Verbreitung und Standort
Das natürliche Verbreitungsgebiet von Abies fabri liegt in der chinesischen Provinz Sichuan. Man findet sie dort in den Flusstälern des Dadu He und des Qingyi Jiang sowie auf dem Emei Shan. Weitere Vorkommen gibt es im Daliang-Gebirge und im Xiaoliang-Gebirge.
Abies fabri ist eine Baumart des kühlen und feuchten Klimas. Die jährliche Niederschlagsmenge beträgt meist mehr als 2000 Millimeter. Man findet die Art in Höhenlagen von 1500 bis 4000 Metern.
Es werden sowohl Rein- als auch Mischbestände gebildet, wobei Abies fabri sehr schattentolerant ist. Als vergesellschaftete Baumarten treten häufig die Likiang-Fichte (Picea likiangensis) und die Taiwan-Hemlocktanne (Tsuga chinensis) auf. In der Strauchschicht findet man häufig verschiedene Arten von Rhododendren (Rhododendron) sowie der Gattung Sinarundaria.

## Systematik
Abies fabri wird innerhalb der Gattung der Tannen (Abies) der Sektion Pseudopicea und der Untersektion Delavayianae zugeordnet. Die Erstbeschreibung als Keteleeria fabri erfolgte 1902 durch Maxwell Tylden Masters. 1919 wurde sie von William Grant Craib in die Gattung Abies überführt.

### Varietäten
Die Art wird in zwei Unterarten unterteilt, die auch manchmal als Varietäten geführt werden:
- Abies fabri (Mast.) Craib subsp. fabri
- Abies fabri subsp. minensis (Bordères & Gaussen) Rushforth, wird gelegentlich als eigene Art Abies minensis Bordères & Gaussen geführt.

## Nutzung
Das Holz wird als Bauholz sowie zur Papierherstellung genutzt. Weiters werden daraus Furniere, Eisenbahnschwellen, Streichhölzer und Zahnstocher hergestellt. Das aus der Rinde gewonnene Harz findet als Klebstoff in der optischen Mikroskopie Verwendung.

## Gefährdung und Schutz
Abies fabri wird in der Roten Liste der IUCN als „nicht gefährdet“ geführt. Es wird jedoch darauf hingewiesen, dass eine neuerliche Überprüfung der Gefährdung nötig ist.